# Manchester Society for Women's Suffrage
De Manchester Society for Women's Suffrage werd officieel opgericht in januari 1867 met een vergadering in Manchester en had als doel om vrouwen dezelfde stemrechten te geven als mannen. Volgens Elizabeth Wolstenholme was de organisatie echter al opgericht in 1865. Lydia Becker was de secretaris vanaf februari 1867 en ook Richard Pankhurst maakte deel uit van de organisatie. Leden die al vanaf het begin bij de organisatie betrokken waren waren Ursula Mellor Bright en Joseph Bright.
De organisatie veranderde verschillende keren haar naam. In november 1867 werd de naam veranderd naar Manchester National Society for Women's Suffrage (MNSWS), omdat de organisatie zich samen met de London Society en Edinburgh Society aansloot bij de National Society for Women's Suffrage. In 1897 sloot de organisatie zich, samen met 500 andere organisaties voor vrouwenkiesrecht aan bij de National Union of Women's Suffrage Societies (NUWSS) en werd de naam veranderd in North of England Society for Women's Suffrage. In 1911 werd de naam Manchester Society for Women's Suffrage.
De organisatie had een kantoor op Jackson's Row 28 in 1868 en verhuisde in 1887 naar de John Dalton Street.